# 東ゲルマン語群
東ゲルマン語群（ひがしゲルマンごぐん）とは、ゲルマン語派のインド・ヨーロッパ語族に含まれる、一連の死語を指す。東ゲルマン語としては、ゴート語のみ文書の存在が知られているが、他にもヴァンダル語やブルグント語、クリミアゴート語が東ゲルマン語に含まれると考えられている。また、クリミアゴート語は18世紀まで存続していたとされている。

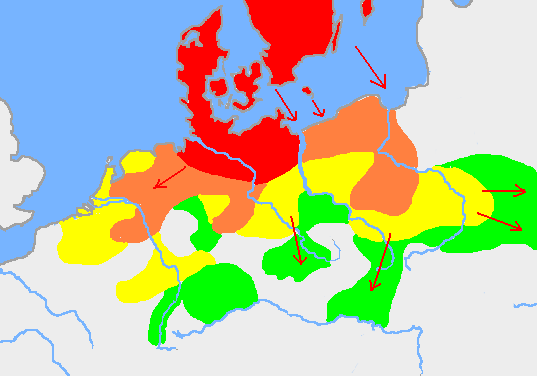
紀元前750年から紀元1年までのゲルマン人居住地域の拡大。
紀元前750年以前の居住地
紀元前500年までの入植地
紀元前250年までの入植地
紀元1年までの入植地

ヨルダネスやプロコピオス、パウルス・ディアコヌスら、また、言語証拠（ゴート語を参照）や地名、或いは考古学的な痕跡から、東ゲルマン語群を話す、東ゲルマン民族は、およそ紀元前600年から300年ほど前に、スカンディナヴィアから、オーデル川とヴィスワ川とに挟まれた地域に移り住んできたと考えられている。実際、昔から、ポメラニアや北ポーランドに対するスカンディナヴィアの影響は非常に大きく、この地域を北欧青銅器時代の文化に含めることもある (Dabrowski 1989:73)。
考古学的、或いは地名に見られる痕跡からも、ブルグント民族は、デンマークにあるボーンホルム島（古ノルド語で「Borgundarholm」）を起源としていると考えられる。
東ゲルマン民族は、スカンディナヴィアからエルベ川の東方に移住した北ゲルマン民族と関係性がある（ヴァンダル族やブルグント族、ゴート族、ルギ族等）。

## 参照
1. ↑  The Penguin atlas of world history, Hermann Kinder and Werner Hilgemann; translated by Ernest A. Menze; with maps designed by Harald and Ruth Bukor. Harmondsworth: Penguin Books. ISBN 0-14-051054-0. 1988.  Volume 1, p. 109.